# Aplocera triplicata
Aplocera triplicata är en fjärilsart som beskrevs av Geoffroy 1785. Aplocera triplicata ingår i släktet Aplocera och familjen mätare. Inga underarter finns listade i Catalogue of Life.